# Patricio O’Ward
Patricio "Pato" O’Ward (Monterrey, 1999. május 6. –) ír származású mexikói autóversenyző. A 2018-as Indy Lights szezon bajnoka, 2019-ben a Red Bull Junior Team tagja volt. 2020-tól a McLaren versenyzője az IndyCar-ban.

## Pályafutása

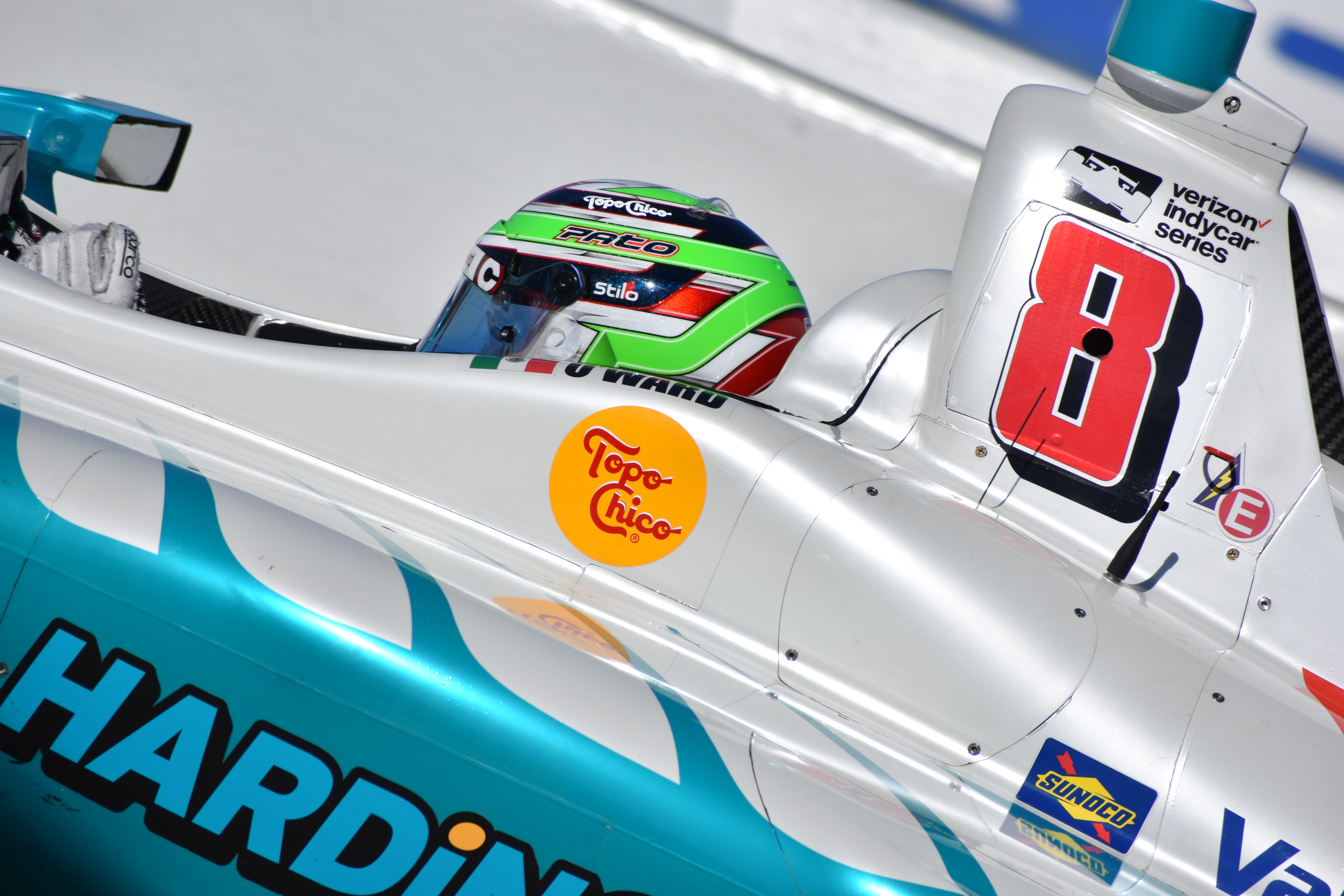
O’Ward IndyCar debütálásán a Sonoma Raceway-en 2018-ban.

### A kezdetek
Versenyzői pályafutását 2005-ben kezdte el gokartozással, és ebben a géposztályban 2012-ig versenyzett. 2014-ben a Francia Formula–4-es bajnokságban versenyzett. 2015-ben pedig az amerikai Pro Mazda bajnokságon vett részt a Pelfrey csapattal. 2016-ban ismét a Pelfrey csapatával állt rajthoz a szezonban. 

### Sportautózás
2017-ben WeatherTech SportsCar bajnokságban volt ott a a Performance Tech Motorsportssal a PC kategóriában. Csapattársaival együtt megnyerte a 2017-es Rolex Daytonai 24 órás versenyt és a Sebringi 12 órás versenyt, így ő lett a legfiatalabb pilóta, aki mindkét futamot 17 éves korában megnyerte. A bajnokság végén is a legjobbnak bizonyult a kategóriában, ráadásul ezen kívül még az Észak-amerikai Endurance kupát (NAEC) is megnyerte.
2022-re a Dragon Speed USA nevezte a Daytonai 24 órásra és a kvalifikáción megszerezte az LMP2-es osztályban a pole-t, az összetettben pedig az ötödiket. Az első órákban több pozíciót is vesztettek különböző büntetések miatt, de egy jó éjszakai etap után visszakapaszkodtak az élmezőnyre. Egyik váltótársa, Colton Herta 3 körrel a leintés előtt megelőzte Louis Delétrazt, így ő, O’Ward, Devlin DeFrancesco és Eric Lux győzelemmel zárták a kategóriát az Oreca 07-est vezetve.

### Indy Lights
2018-ban aláírt az Andretti Autosporthoz az Indy Lights bajnokságban, ami az IndyCar betétfutamiként szerepel. A 17 versenyből kilencet nyert és bajnok lett. Később az Év újoncának is megválasztották. 

### Formula–2 és Super Formula

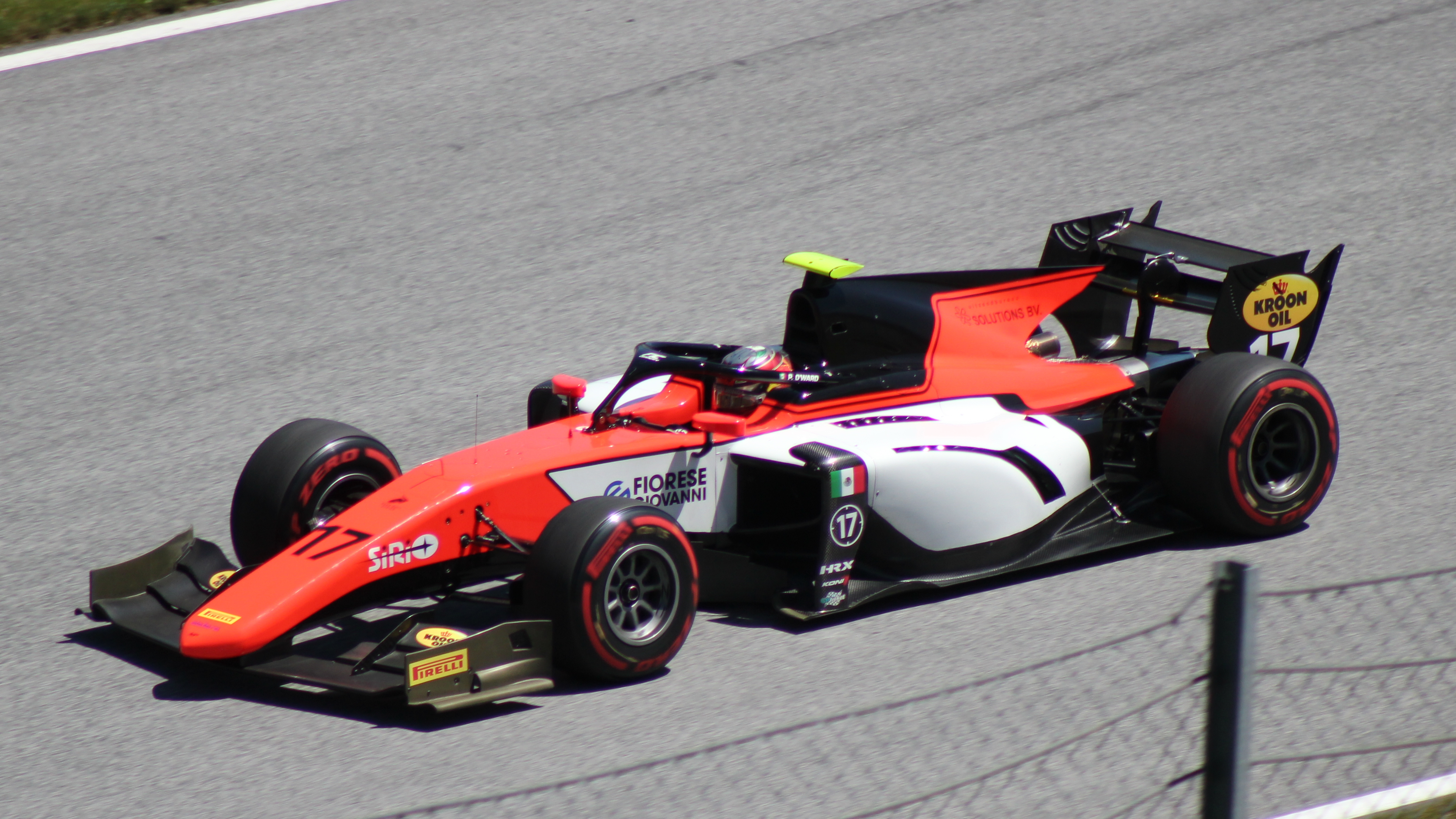
O’Ward Formula–2-es debütálásán a Red Bull Ringen.

Mikor csatlakozott a Red Bull-hoz, bejelentették, hogy a 2019-es FIA Formula–2 bajnokság Red Bull Ring-i fordulóján, ő helyettesíti az eltiltott Mahaveer Raghunathant az MP Motorsport színeiben, továbbá a japán Super Formulában is lehetőséget kapott a menesztett Red Bull Junior, Dan Ticktum helyén a Team Mugen istállónál.

## IndyCar

### Harding Racing (2018)
Két héttel a 2018-as Indy Lights bajnoki cím megszerzése után az IndyCar-ban is debütált a szezonzáró Sonoma Racewayen a Harding Racing színeiben, ahol a kilencedik pozícióban ért célba.

### Carlin (2019)
2019-re eredetileg teljes évre szerződött a Hardinghoz, azonban a szponzorálási kérdések miatt, 2019. február 11-én végül nem született meg a megállapodás. Ezután korábbi csapata, az Andretti Autosport is megkereste, de március 7-én eredetileg 13 versenyes szerződést kapott a Carlin-tól és őket választotta. Végül 11 versenyen állt rajthoz és ez magában foglalta a 2019-es indianapolisi 500 mérföldest is, amelyre csapattársával, Max Chiltonnal együtt nem tudta magát kvalifikálni és nem vehetett részt a versenyen.

### Arrow McLaren SP (2020–)

#### 2020
2019. október 30-án bejelentésre került, hogy 2020-ban visszatér az amerikai sorozatba a McLaren és a Smidt Peterson Motorsport közös csapatába. Csapattársa a 2019-es Indy Ligts bajnok, Oliver Askew lett. Az évad negyedik fordulójában a Road America aszfaltcsíkon megszerezte élete első pole-pozícióját és első dobogóját a futamon, ahol két körrel a vége előtt előzte meg Felix Rosenqvist. Az Iowa Speedway oválján negyediknek intették le. A koronavírus-járvány miatt csak augusztusban megrendezett Indy 500-on 6. lett és ezért kiérdemelte az Indianapolis 500 év újonca díjat. A World Wide Technology Raceway mindkét futamán dobogós pozíciókban zárt. Az összetett ranglista 3. helyén is tartózkodott, de két rossz verseny után visszaesett. Az idényzárón, St. Petrsburg utcáin Josef Newgarden mögött lett ezüstérmes, így 4. lett a végelszámolásban 416 egységgel.

#### 2021

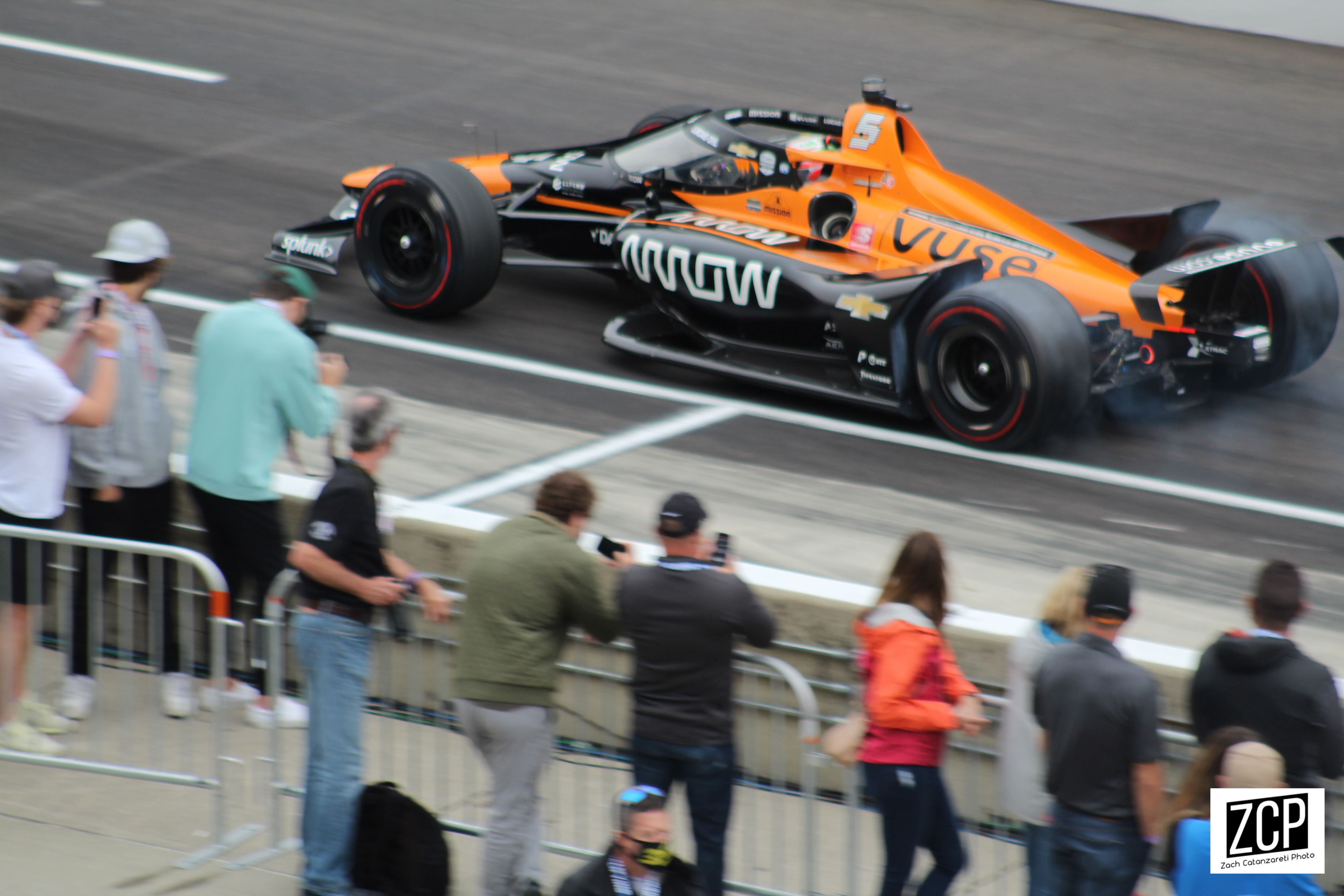
O’Ward 2021-ben.

2020 októberében meghosszabbították kontraktusát. A 2021-es nyitány az alabamai Barber Motorsports Parkban került lebonyolításra, ahol pályafutása második pole-ját ünnepelhette. A Texas Motor Speedwayen szezonbeli első dobogóját érte el, egy nappal később pedig első IndyCar-futamgyőzelmét aratta. Adrian Fernandez és 2004 óta az első mexikói pilóta lett, aki győzött a szériában, valamint az első Chevrolet-motoros, aki 2016 óta nem a Team Penske csapatával diadalmaskodott.
Sikerét követően soha nem esett a bajnoki tabellán harmadiknál lejjebb. A detroiti nagydíj dupla fordulójában az elsőn pole-t, a másodikon pedig győzelmet szerzett, egyben az elsőt utcai pályán. Harmadik legjobb kvalifikációs eredményét könyvelhette el a Big Machine Spiked Coolers Grand Prix-n, ahol 5. lett a versenyen. Egy fordulóval később a Gateway-i ezüstérmével először átvette a vezetést a bajnoki összettben. A Portlandben begyűjtött 12. helye után Álex Palou visszavette tőle a legfelső pozíciót. Az évadzáró Long Beach-i gp-re bajnoki esélyesként érkezett Palou és Newgarden mellett. Az időmérőn 8. helyet érte el, a rajt után nem sokkal Ed Jones forgatta ki és a 18. körben hajtótengely törés miatt ki kellett állnia és elvesztette bajnoki reményeit. A 3. helyen rangsorolták az évben, mellette elhódította az A.J. Foyt-kupát, mint az ovális pályákon legmagasabb pontszámot elért versenyző.

#### 2022
A 2022-es kiírást gyengén kezdte, majd a 4. fordulóban ünnepelhette első futamgyőzelmét, a Barber Motorsports Parkban. 2022. május 27-én bejelentette, hogy hároméves szerződéshosszabbítást írt alá az Arrow McLaren SP-vel. A 106. Indy 500-on 2. lett, az utolsó körökben sokáig csatázva a győztes svéd, Marcus Ericssonnal. Road Americában és Mid Ohióban mindkétszer mechanikai hibák miatt esett ki, utóbbin az első helyről kezdve. A rövid oválon, Iowában megszerezte évadbeli második győzelmét. Az pilóták között a 7. helyen végzett 480 ponttal.

#### 2023
A 2023-as idény első öt versenyén három 2. pozíciót szerzett. A Long Beach-i harmadik fordulóban sok kritika érte, miután több kockázatos előzést kísérelt meg Scott Dixonnal szemben, ami miatt utóbbi kiesett a versenyből. Az ötödik helyen zárt a 2023-as indianapolisi 500-on, ami eddigi legjobb rajtpozíciója volt a viadalon, de kiesett a versenyből, miután Marcus Ericssonnal és Josef Newgardennel ütközött nyolc körrel a vége előtt, a 3. helyről. Végül a 4. helyen rangsorolták bajnokságban, győzelem nélkül, de pályafutása során 2023-ban érte el a legtöbb dobogós helyezést, és amikor az első ötben végzett.

## Formula–1

### Red Bull
2019 májusában csatlakozott Red Bull Junior Teamhez, amely azt is jelentette, hogy nem támogatják az IndyCar karrierjét, mert nem szeretnének Amerikába terjeszkedni.
2019 novemberében bejelentették, hogy kilép az energiaitalosok programjából. Az ő helyét a Super Formula szezonzárójára ismét egy Red Bull támogatott pilóta, Jüri Vips vette át.

### McLaren
2021-ben egyezséget kötött a McLaren vezérigazgatójával, Zak Brownnal, ha legalább egy futamot nyert az IndyCar-ban vezethet egy Formula–1-es autót.
2021. november 14-én, miután megnyerte az XPEL 375-öt, a finn Mika Häkkinen 1998-as világbajnoki sikerét hozó McLaren MP4/13-as kódjelű versenygépét vitte pályára Laguna Secában. December 14-én a Formula–1 világbajnoki szezonzáró utáni újonc programon a Yas Marina Circuit-en tesztelte a McLaren MCL35M-et. 92 kör megtétele után a 4. legjobbat futotta meg. Brown cáfolva a pletykákat bejelentette, hogy O’Ward nem kap teljes ülést az F1-ben, de azt nyilatkozta, hogy a jövőben nyitva hagyja ennek a lehetőségét is.
2022 szeptemberében a wokingi gárda bejelentette tesztprogramjukhoz O’Ward-ot, hogy vezesse a MCL35M kódjelű autót. Elsőként Barcelonában, majd a Red Bull Ringen is pályára vitte a konstrukciót, Álex Palou mellett.
2022. november 18-án első éles hétvégéjén is autóba ült, a szezonzáró abu-dzabi nagydíj első szabadedzésén.

## Eredményei

### Karrier összefoglaló
| Év      | Bajnokság                               | Csapat                       | Verseny | Győzelem | Pole | Leggyorsabb kör | Dobogós helyezés | Pont | Helyezés |
| ------- | --------------------------------------- | ---------------------------- | ------- | -------- | ---- | --------------- | ---------------- | ---- | -------- |
| 2013    | Pacific Formula F2000                   | Dave Freitas Racing          | 5       | 4        | 2    | 5               | 5                | 165  | 5.       |
| 2013    | Latam Fórmula 2000                      | Paradise Racing              | 6       | 0        | 0    | 0               | 0                | 44   | 12.      |
| 2013    | Formula Renault 1.6 NEC                 | Provily Racing               | 6       | 0        | 0    | 0               | 0                | 117  | 7.       |
| 2014    | Francia Formula–4-es bajnokság          | Auto Sport Academy           | 15      | 1        | 0    | 0               | 2                | 143  | 7.       |
| 2015    | Pro Mazda Championship                  | Team Pelfrey                 | 16      | 0        | 0    | 1               | 3                | 250  | 6.       |
| 2015–16 | NACAM Formula–4-es bajnokság            | Martiga EG                   | 12      | 6        | 2    | 5               | 11               | 247  | 3.       |
| 2016    | Pro Mazda Championship                  | Team Pelfrey                 | 16      | 7        | 5    | 8               | 9                | 393  | 2.       |
| 2016    | Mazda Prototype Lites                   | Performance Tech Motorsports | 2       | 0        | 0    | 0               | 1                | 32   | 16.      |
| 2017    | Indy Lights                             | Team Pelfrey                 | 4       | 0        | 0    | 0               | 1                | 58   | 15.      |
| 2017    | WeatherTech SportsCar Championship - PC | Performance Tech Motorsports | 8       | 7        | 0    | 8               | 8                | 283  | 1.       |
| 2017    | Észak-amerikai Endurance kupa - PC      | Performance Tech Motorsports | 4       | 3        | 0    | 4               | 4                | 56   | 1.       |
| 2018    | Indy Lights                             | Andretti Autosport           | 17      | 9        | 9    | 4               | 13               | 491  | 1.       |
| 2018    | WeatherTech SportsCar Championship      | Performance Tech Motorsports | 2       | 0        | 0    | 0               | 0                | 41   | 41.      |
| 2018    | IndyCar                                 | Harding Racing               | 1       | 0        | 0    | 0               | 0                | 44   | 31.      |
| 2019    | IndyCar                                 | Carlin                       | 7       | 0        | 0    | 0               | 0                | 115  | 26.      |
| 2019    | Formula–2                               | MP Motorsport                | 2       | 0        | 0    | 0               | 0                | 0    | 26.      |
| 2019    | Super Formula                           | Team Mugen                   | 3       | 0        | 0    | 0               | 0                | 3    | 18.      |
| 2020    | IndyCar                                 | Arrow Mclaren SP             | 14      | 0        | 1    | 1               | 4                | 416  | 4.       |
| 2021    | IndyCar                                 | Arrow Mclaren SP             | 16      | 2        | 3    | 2               | 5                | 487  | 3.       |
| 2022    | IndyCar                                 | Arrow Mclaren SP             | 17      | 2        | 1    | 2               | 4                | 480  | 7.       |
| 2023    | IndyCar                                 | Arrow Mclaren                | 17      | 0        | 0    | 1               | 7                | 484  | 4.       |
| 2024    | IndyCar                                 | Arrow Mclaren                | 0       | 0        | 0    | 0               | 0                | 0    | —        |

* A szezon jelenleg is zajlik.

### Pro Mazda Championship
| Év   | Csapat       | 1     | 2      | 3     | 4     | 5     | 6     | 7     | 8      | 9     | 10    | 11    | 12    | 13    | 14    | 15     | 16     | 17    | Helyezés | Pont |
| ---- | ------------ | ----- | ------ | ----- | ----- | ----- | ----- | ----- | ------ | ----- | ----- | ----- | ----- | ----- | ----- | ------ | ------ | ----- | -------- | ---- |
| 2015 | Team Pelfrey | STP 4 | STP 14 | LOU 4 | LOU T | BAR 5 | BAR 7 | IMS 6 | IMS 10 | IMS 5 | LOR 7 | TOR 2 | TOR 3 | IOW 3 | MOH 7 | MOH 6  | LAG 18 | LAG 6 | 6.       | 250  |
| 2016 | Team Pelfrey | STP 1 | STP 2  | BAR 1 | BAR 1 | IMS 1 | IMS 1 | LOR 1 | ROA 4  | ROA 4 | TOR 9 | TOR 2 | MOH 7 | MOH 4 | LAG 1 | LAG 10 | LAG 6  |       | 2.       | 393  |

### Teljes WeatherTech SportsCar Championship eredménysorozata
(Táblázat értelmezése)

(Félkövér: pole-pozícióból indult; dőlt: leggyorsabb kört futott) 

| Év   | Csapat                       | Osztály | Kasztni     | Motor                 | 1      | 2      | 3     | 4     | 5     | 6     | 7     | 8     | 9   | 10  | Helyezés | Pont |
| ---- | ---------------------------- | ------- | ----------- | --------------------- | ------ | ------ | ----- | ----- | ----- | ----- | ----- | ----- | --- | --- | -------- | ---- |
| 2017 | Performance Tech Motorsports | PC      | Oreca FLM09 | LS3 6.2 L V8          | DAY 1  | SEB 1  | COA 1 | DET 1 | WAT 1 | MOS 1 | ELK 1 | PET 3 |     |     | 1.       | 283  |
| 2018 | Performance Tech Motorsports | P       | Oreca 07    | Gibson GK428 4.2 L V8 | DAY 8  | SEB 13 | LBH   | MDO   | DET   | WGL   | MOS   | ELK   | LAG | PET | 41.      | 41   |
| 2022 | DragonSpeed USA              | LMP2    | Oreca 07    | Gibson GK428 4.2 L V8 | DAY 1‡ | SEB    | LAG   | MDO   | WGL   | ELK   | PET   |       |     |     | —        | —    |
| 2024 | United Autosports USA        | LMP2    | Oreca 07    | Gibson GK428 4.2 L V8 | DAY    | SEB    | WGL   | MOS   | ELK   | IMS   | PET   |       |     |     | —        | —    |

‡ A pontok csak a Michelin Endurance-kupába számítanak bele, az összesített LMP2-es bajnokságba nem.

### Teljes Indy Lights eredménysorozata
| Év   | Csapat             | 1     | 2     | 3     | 4      | 5     | 6     | 7      | 8     | 9     | 10    | 11    | 12    | 13    | 14    | 15    | 16    | 17    | Helyezés | Pont |
| ---- | ------------------ | ----- | ----- | ----- | ------ | ----- | ----- | ------ | ----- | ----- | ----- | ----- | ----- | ----- | ----- | ----- | ----- | ----- | -------- | ---- |
| 2017 | Team Pelfrey       | STP 5 | STP 3 | ALA 8 | ALA 15 | IMS   | IMS   | INDY   | ROA   | ROA   | IOW   | TOR   | TOR   | MDO   | MDO   | GTW   | WGL   |       | 15.      | 58   |
| 2018 | Andretti Autosport | STP 1 | STP 7 | ALA 1 | ALA 1  | IMS 4 | IMS 7 | INDY 2 | ROA 2 | ROA 4 | IOW 1 | TOR 1 | TOR 2 | MDO 1 | MDO 1 | GTW 3 | POR 1 | POR 1 | 1.       | 491  |

### Teljes IndyCar eredménysorozata
| Év   | Csapat            | 1      | 2       | 3      | 4      | 5      | 6       | 7      | 8      | 9      | 10     | 11     | 12     | 13     | 14     | 15    | 16     | 17    | 18  | Helyezés | Pont |
| ---- | ----------------- | ------ | ------- | ------ | ------ | ------ | ------- | ------ | ------ | ------ | ------ | ------ | ------ | ------ | ------ | ----- | ------ | ----- | --- | -------- | ---- |
| 2018 | Harding Racing    | STP    | PHX     | LBH    | ALA    | IMS    | INDY    | DET    | DET    | TXS    | ROA    | IOW    | TOR    | MDO    | POC    | GTW   | POR    | SNM 9 |     | 31.      | 44   |
| 2019 | Carlin Motorsport | STP    | COA 8   | ALA 16 | LBH 12 | IMS 19 | INDY NK | DET 14 | DET 11 | TXS    | ROA 17 | TOR    | IOW    | MDO    | POC    | GTW   | POR    | LAG   |     | 26.      | 115  |
| 2020 | Arrow McLaren SP  | TXS 12 | IMS 8   | ROA 8  | ROA 2  | IOW 4  | IOW 12  | INDY 6 | GTW 3  | GTW 2  | MDO 11 | MDO 9  | IMS 22 | IMS 5  | STP 2  |       |        |       |     | 4.       | 416  |
| 2021 | Arrow McLaren SP  | ALA 4  | STP 19  | TXS 3  | TXS 1  | IMS 15 | INDY 4  | DET 3  | DET 1  | ROA 9  | MDO 8  | NSH 13 | IMS 5  | GTW 2  | POR 14 | LAG 5 | LBH 27 |       |     | 3.       | 487  |
| 2022 | Arrow McLaren SP  | STP 12 | TXS 15  | LBH 5  | ALA 1  | IMS 19 | INDY 2  | DET 5  | ROA 26 | MDO 24 | TOR 2  | IOW 1  | IOW 12 | IMS 24 | NSH 4  | GTW 4 | POR 8  | LAG 7 |     | 7.       | 480  |
| 2023 | Arrow McLaren     | STP 2  | TXS 2   | LBH 17 | ALA 4  | IMS 2  | INDY 24 | DET 25 | ROA 3  | MDO 8  | TOR 8  | IOW 3  | IOW 10 | NSH 8  | IMS 3  | GTW 2 | POR 4  | LAG 9 |     | 4.       | 484  |
| 2024 | Arrow McLaren     | STP 2  | TRM2 NK | LBH    | ALA    | IMS    | INDY    | DET    | ROA    | LAG    | MDO    | IOW    | IOW    | TOR    | GTW    | POR   | MIL    | MIL   | NSH | 2.*      | 40*  |

* A szezon jelenleg is zajlik.
2 A verseny nem számít bele a bajnokságba

#### Indianapolis 500
| Év   | Kasztni | Motor     | Rajthely | Helyezés | Csapat            |
| ---- | ------- | --------- | -------- | -------- | ----------------- |
| 2019 | Dallara | Chevrolet | NK       | NK       | Carlin Motorsport |
| 2020 | Dallara | Chevrolet | 15       | 6        | Arrow McLaren SP  |
| 2021 | Dallara | Chevrolet | 12       | 4        | Arrow McLaren SP  |
| 2022 | Dallara | Chevrolet | 7        | 2        | Arrow McLaren SP  |
| 2023 | Dallara | Chevrolet | 8        | 24       | Arrow McLaren     |

### Teljes FIA Formula–2-es eredménysorozata
(Táblázat értelmezése)

(Félkövér: pole-pozícióból indult; dőlt: leggyorsabb kört futott) 

| Év   | Csapat        | 1       | 2       | 3       | 4       | 5       | 6       | 7       | 8       | 9       | 10      | 11         | 12         | 13      | 14      | 15      | 16      | 17      | 18      | 19      | 20      | 21      | 22      | 23      | 24      | Helyezés | Pont |
| ---- | ------------- | ------- | ------- | ------- | ------- | ------- | ------- | ------- | ------- | ------- | ------- | ---------- | ---------- | ------- | ------- | ------- | ------- | ------- | ------- | ------- | ------- | ------- | ------- | ------- | ------- | -------- | ---- |
| 2019 | MP Motorsport | BHR FEA | BHR SPR | AZE FEA | AZE SPR | ESP FEA | ESP SPR | MON FEA | MON SPR | FRA FEA | FRA SPR | AUT FEA 19 | AUT SPR 14 | GBR FEA | GBR SPR | HUN FEA | HUN SPR | BEL FEA | BEL SPR | ITA FEA | ITA SPR | RUS FEA | RUS SPR | UAE FEA | UAE SPR | 26.      | 0    |

† A versenyt nem fejezte be, de helyezését értékelték, mert a versenytáv több, mint 90%-át teljesítette.

### Teljes Super Formula eredménylistája
(Táblázat értelmezése)

(Félkövér: pole-pozícióból indult; dőlt: leggyorsabb kört futott) 

| Év   | Csapat     | 1   | 2   | 3   | 4      | 5      | 6     | 7   | Helyezés | Pont |
| ---- | ---------- | --- | --- | --- | ------ | ------ | ----- | --- | -------- | ---- |
| 2019 | Team Mugen | SUZ | AUT | SUG | FUJ 14 | MOT 14 | OKA 6 | SUZ | 18.      | 3    |

### Teljes Formula–1-es eredménysorozata
(Táblázat értelmezése)

(Félkövér: pole-pozícióból indult; dőlt: leggyorsabb kört futott) 

| Év   | Csapat  | 1   | 2   | 3   | 4   | 5   | 6   | 7   | 8   | 9   | 10  | 11  | 12  | 13  | 14  | 15  | 16  | 17  | 18  | 19     | 20  | 21  | 22     | Helyezés | Pont |
| ---- | ------- | --- | --- | --- | --- | --- | --- | --- | --- | --- | --- | --- | --- | --- | --- | --- | --- | --- | --- | ------ | --- | --- | ------ | -------- | ---- |
| 2022 | McLaren | BHR | SAU | AUS | EMI | MIA | ESP | MON | AZE | CAN | GBR | AUT | FRA | HUN | BEL | NED | ITA | SIN | JPN | USA    | MEX | BRA | UAE Tp | —        | —    |
| 2023 | McLaren | BHR | SAU | AUS | AZE | MIA | MON | ESP | CAN | AUT | GBR | HUN | BEL | NED | ITA | SIN | JPN | QAT | USA | MEX Tp | BRA | LVS | UAE Tp | —        | —    |

## Fordítás
- Ez a szócikk részben vagy egészben  a   Patricio O'Ward című angol Wikipédia-szócikk fordításán alapul.  Az eredeti cikk szerkesztőit annak laptörténete sorolja fel. Ez a jelzés csupán a megfogalmazás eredetét és a szerzői jogokat jelzi, nem szolgál a cikkben szereplő információk forrásmegjelöléseként.